# Наманганский областной комитет КП Узбекистана
Наманганский областной комитет КП Узбекистана - орган управления Наманганской областной партийной организацией Коммунистической партии Узбекистана, существовавшей в 1941-1960 и 1967-1991 годах.
Наманганская область Узбекской ССР создана 6.03.1941, с 25.01.1960 в составе Андижанской области (Папский район - в Ферганской области), 18.12.1967 восстановлена, с 8.12.1992 Наманганский вилайет.

## Первые секретари обкома
- 03.1941-1945 Карим Мукумбаев
- 1945-10.1946 Турсун Камбаров
- 10.1946-10.1948 Ариф Алимов
- 10.1948-1950 Нуритдин Мухитдинов
- /1952/- 1954 Джураев, Хасан
- 1954-1955 Сиродж Нурутдинов
- 1955-25.01.1960 Таиров, Абдулхай
- 25.01.1960-18.12.1967 Андижанский областной комитет КП Узбекистана
- 1967-17.02.1973 Асадилла Ходжаев
- 17.02.1973-1976 Мирзаолим Ибрагимов
- 1976-1984. Махкам Камалов
- 1984- 5.10.1987 Назир Раджабов
- 5.10.1987- 7.08.1990 Бури Алламурадов
- 7.08.1990-14.09.1991 Ботирали Хакимов